# Крыжевский сельский совет (Кременецкий район)
Крыжевский сельский совет (укр. Крижівська сільська рада) — входит в состав
Кременецкого района
Тернопольской области
Украины.
Административный центр сельского совета находится в 
с. Крыжи.

## Населённые пункты совета
- с. Крыжи
- с. Мысики